# Had Soualem
Had Soualem o Soualem (àrab: حـد الـسـوالـم, Ḥad as-Swālim; amazic: ⵃⴰⴷ ⵙⵡⴰⵍⵎ) és un municipi de la província de Berrechid, a la regió de Casablanca-Settat, al Marroc. Segons el cens de 2014 tenia una població total de 36.765 persones.